# The Secret Art of Human Flight
The Secret Art of Human Flight ist eine Tragikomödie von H.P. Mendoza. Der Film mit Grant Rosenmeyer und Paul Raci in den Hauptrollen feierte im Juni 2023 beim Tribeca Film Festival seine Premiere und kam Anfang Juli 2024 in die US-Kinos.

## Handlung
Nach dem plötzlichen Tod seiner Frau verfällt der Kinderbuchautor Ben Grady in tiefe Trauer und beendet den Kontakt mit seiner Schwester Gloria und deren Ehemann Tom. Als der Witwer im Darknet unterwegs ist, entdeckt er ein mysteriöses Selbsthilfebuch, das von einem rätselhaften Guru namens „Mealworm“ geschrieben wurde, der behauptet, die Fähigkeit zum Fliegen erlangt zu haben. Auch Ben will dies lernen.

## Produktion

### Regie, Drehbuch und Besetzung
Regie führte H.P. Mendoza, der auch für die Filmmusik und den Filmschnitt verantwortlich zeichnete. Das Drehbuch schrieb der Kinderbuchautor Jesse Orenshein.  Er ist Absolvent der California State University Northridge, wo er Screenwriting im Studiengang Cinema and Television Arts studierte, ist ein Ninja Warrior und lässt seinen jüdischen Glauben in seine Arbeit einfließen.
In den Hauptrollen sind Grant Rosenmeyer als der Witwer Ben Grady und Paul Raci als der exzentrische Guru und Bens „Fluglehrer“ Mealworm zu sehen. Lucy DeVito spielt Bens Schwester Gloria und Nican Robinson deren Ehemann Tom. In weiteren Rollen sind Reina Hardesty, Maggie Grace, Rosa Arredondo und Sendhil Ramamurthy zu sehen.

### Marketing, Veröffentlichung und Soundtrack-Album
Die Premiere des Films erfolgte am 8. Juni 2023 beim Tribeca Film Festival. Ende Oktober, Anfang November 2023 wurde er beim Austin Film Festival vorgestellt. Anfang Juni 2024 wurde der erste Trailer veröffentlicht. Die US-Vertriebsrechte sicherte sich Level 33 Entertainment. Der US-Kinostart erfolgte am 3. Juli 2024.
Das Soundtrack-Album mit insgesamt 24 Musikstücken wurde am 4. Juli 2024 als Download veröffentlicht.

## Rezeption

### Kritiken
Von den bei Rotten Tomatoes aufgeführten Kritiken sind 91 Prozent positiv.

### Auszeichnungen
Tribeca Film Festival  2023
- Nominierung im US Narrative Competition[1]